# Кнокар, Антони
Антони́ Патри́к Кнока́р (фр. Anthony Patrick Knockaert; родился 20 ноября 1991, Рубе, Франция) — французский футболист, атакующий полузащитник клуба «Фулхэм», выступающий на правах аренды за «Хаддерсфилд Таун».

## Клубная карьера

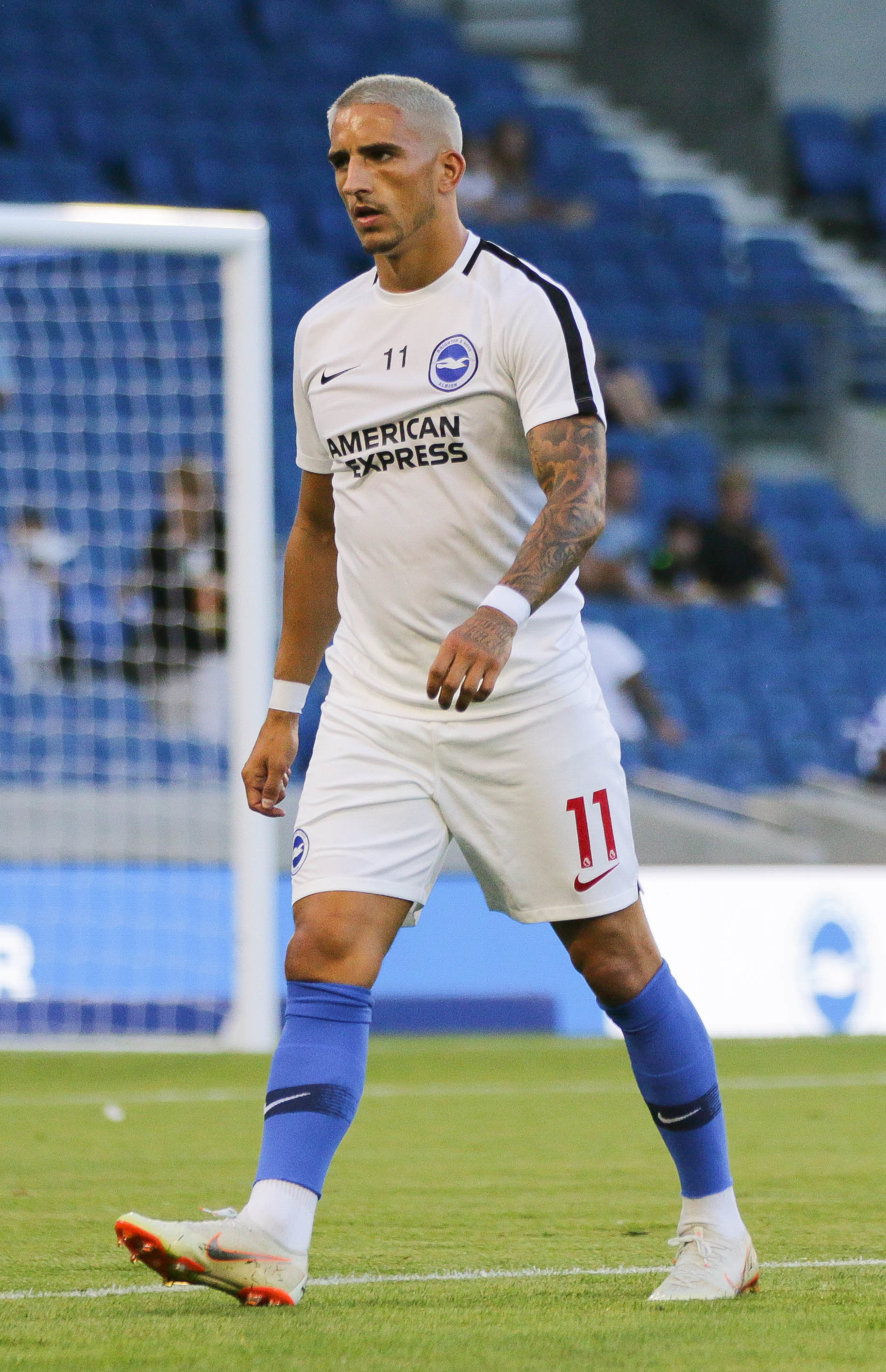
Нокар в составе «Брайтон энд Хоув Альбион»

Кнокар начал профессиональную карьеру в клубе «Генгам». В 2009 году он дебютировал за команду в Лиге 3. В 2011 году Антони помог клубу выйти в Лигу 2. 29 июля в матче против «Шатору» он дебютировал во втором дивизионе Франции. 9 сентября в поединке против «Реймса» Кнокар забил свой первый гол во второй лиге. Он забил 10 мячей в 36 матчах и стал одним из лучших бомбардиров команды.
Летом 2012 года Кнокар перешёл в английский «Лестер Сити», подписав контракт на три года. Сумма трансфера составила 900 тыс. евро. 18 августа в матче против «Питерборо Юнайтед» он дебютировал в Чемпионшипе. 2 октября в поединке против «Хаддерсфилд Таун» Антони забил свои первые голы за «лис». В 2014 году Кнокар помог «Лестеру» выйти в Премьер-лигу. 16 августа в матче против «Эвертона» Антони впервые в карьере сыграл в элите национального первенства.

## Международная карьера
В 2011 году Кнокар принял участие в Турнире в Тулоне. В 2012 году в составе молодёжной сборной Франции Антони принял участие в нескольких матчах квалификации молодёжного чемпионата Европы 2013 в Израиле.